# Saenger (cráter)

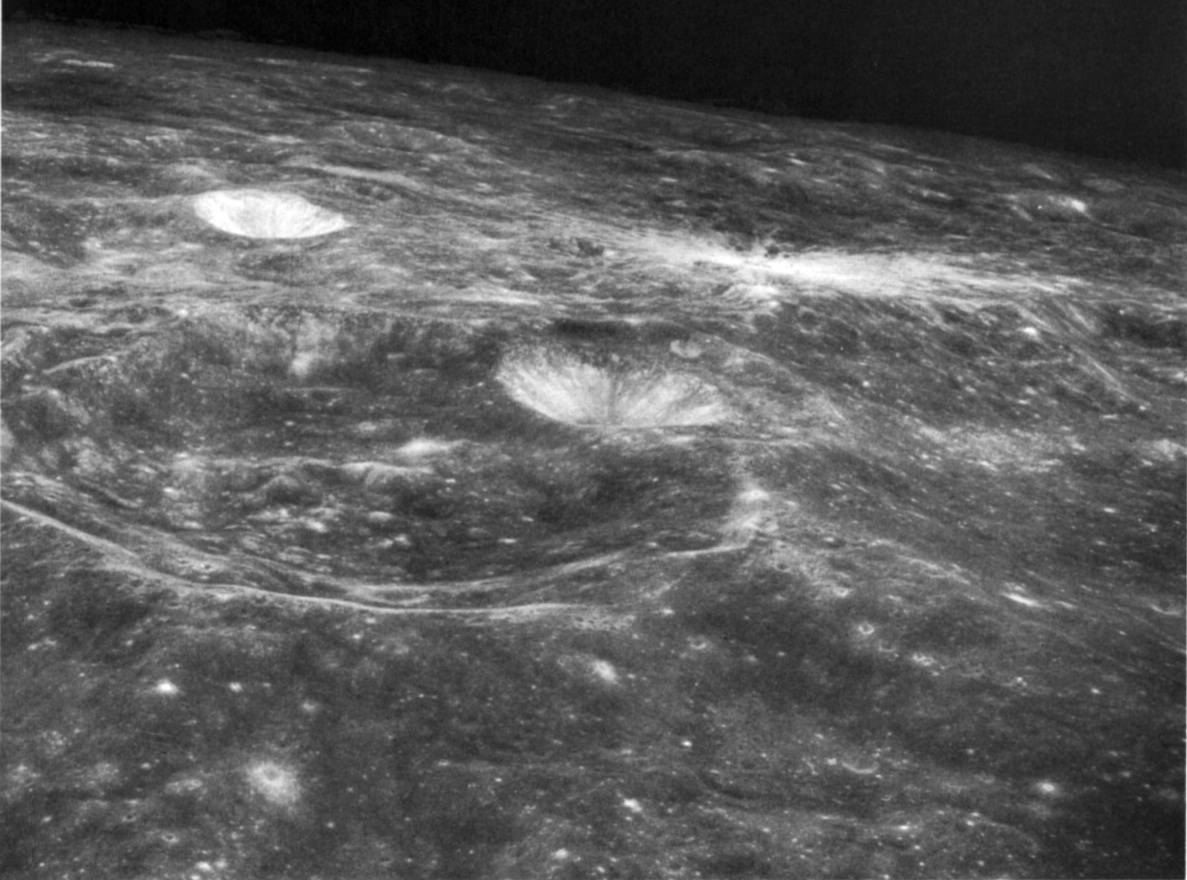
Fotografía de la misión Apolo 10

Saenger es un antiguo cráter de impacto perteneciente a la cara oculta de la Luna, situado justo más allá del limbo oriental. Al oeste-noroeste se halla el cráter Erro, hacia el norte se encuentra Moiseev y al noreste aparece Al-Khwarizmi.
|  |

El borde externo de Saenger ha sido erosionado y reconfigurado por impactos posteriores, dejando la pared exterior casi destruida al norte y al sur. El cráter satélite Saenger D es adyacente al interior del borde del noreste. Al oeste, Saenger V se sitúa sobre el sector noroeste del borde, mientras que la pareja de cráteres formada por Saenger P y Q invade el borde suroeste. Por el contrario, el suelo interior es relativamente plano y carente de rasgos distintivos, con solo pequeños cráteres marcando su superficie.

## Cráteres satélite
Por convención estos elementos se identifican en los mapas lunares colocando la letra en el lado del punto central del cráter más cercano a Saenger.
|         | \| Saenger \| Coordenadas \| Diámetro \| \| ------- \| ---------------------------- \| -------- \| \| B \| 5°36′N 103°06′E / 5.6, 103.1 \| 64 km \| \| C \| 6°06′N 103°54′E / 6.1, 103.9 \| 20 km \| \| D \| 4°54′N 103°00′E / 4.9, 103.0 \| 23 km \| \| P \| 2°42′N 101°42′E / 2.7, 101.7 \| 41 km \| \| Q \| 3°24′N 101°30′E / 3.4, 101.5 \| 14 km \| \| R \| 3°18′N 100°18′E / 3.3, 100.3 \| 14 km \| \| V \| 5°12′N 101°30′E / 5.2, 101.5 \| 21 km \| \| X \| 6°18′N 101°48′E / 6.3, 101.8 \| 18 km \| |          |
| Saenger | Coordenadas | Diámetro |
| B       | 5°36′N 103°06′E / 5.6, 103.1 | 64 km    |
| C       | 6°06′N 103°54′E / 6.1, 103.9 | 20 km    |
| D       | 4°54′N 103°00′E / 4.9, 103.0 | 23 km    |
| P       | 2°42′N 101°42′E / 2.7, 101.7 | 41 km    |
| Q       | 3°24′N 101°30′E / 3.4, 101.5 | 14 km    |
| R       | 3°18′N 100°18′E / 3.3, 100.3 | 14 km    |
| V       | 5°12′N 101°30′E / 5.2, 101.5 | 21 km    |
| X       | 6°18′N 101°48′E / 6.3, 101.8 | 18 km    |